# Castro Candaz
El Castro Candaz son los restos de un castro prerromano y posterior fortaleza medieval, situado entre la desembocadura del río da Lama y del río Enviande en el río Miño, en la parroquia de Pedrafita (Chantada, Lugo). Actualmente está inundado por las aguas del embalse de Belesar.

## Historia
De acuerdo con la casa noble de Camba, el Castro Candaz fue fundado por el cónsul romano Lucio Cambero, destinado en Lugo y vinculado familiarmente a grupos "montañeses", que lucharía junto con la tribu de los aunonenses contra dos legiones romanas enviadas por el emperador Trajano. Después de la derrota, Lucio Cambero se retira al castro.
Según Formoso Lamas, durante la segunda oleada de ataques de las invasiones normandas, estos se sobrepusieron al Monte Faro y llegaron a Chantada, donde se irguió una empalizada (Plantata). Tras arrasar la ciudad, los vikingos continuaron avanzando y los nobles de la ciudad se refugiaron en Castro Candaz, custodiados por la familia de Erice o Eriz, donde recibieron la ayuda de las tropas del rey Ramiro I de Asturias.
Durante la Edad Media, posiblemente el Castro estaba vinculado a algún tipo de puerto que atravesase el Miño por esta área.
La fortaleza fue destruida en gran parte durante la Gran Guerra Irmandiña. Poco después fue reconstruida por la familia de Taboada, quienes en 1474 escriben una carta al obispo de Lugo pidiendo permiso para construir en Candaz Castro una ermita, para asistir a la misa sin apartarse de la fortaleza.
En los últimos tiempos, el área ha sido modificada para construir bancales para plantar vid, modificando la arquitectura de la zona.

## Arquitectura
El castro se encuentra en un promontorio rodeado de agua por todas partes, excepto el oeste, con tres llanuras como defensa natural. Al gran patio central se accede por una rampa, y después de él al viejo castillo, con una plataforma circular en la parte superior, rodeado por paredes circulares concéntricas, de unos 2,10 m de altura. Se conservan los cimientos de la torre, si bien varias dependencias de la zona oriental están derruidas. A principios del siglo XX, se conservaban dos muros del antiguo castillo, formando un ángulo recto con un ancho de 1,88 m y 5 m de longitud.
Los muros, las murallas y las habitaciones están construidas con esquistos, aunque hay piezas de granito reutilizadas, como dinteles en ventanas o bases de puertas.

## Galería de Imágenes

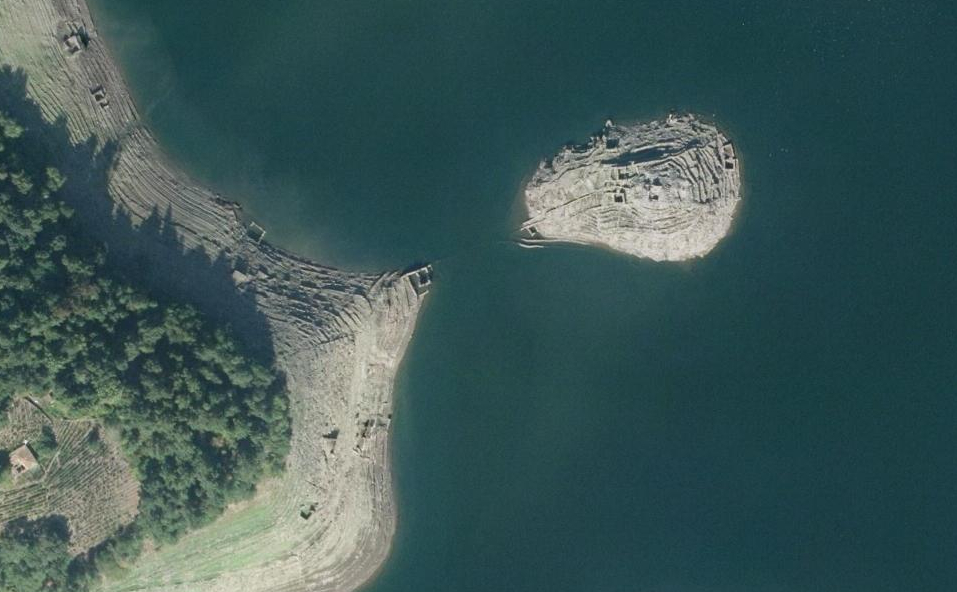
Vista aérea de 2015.
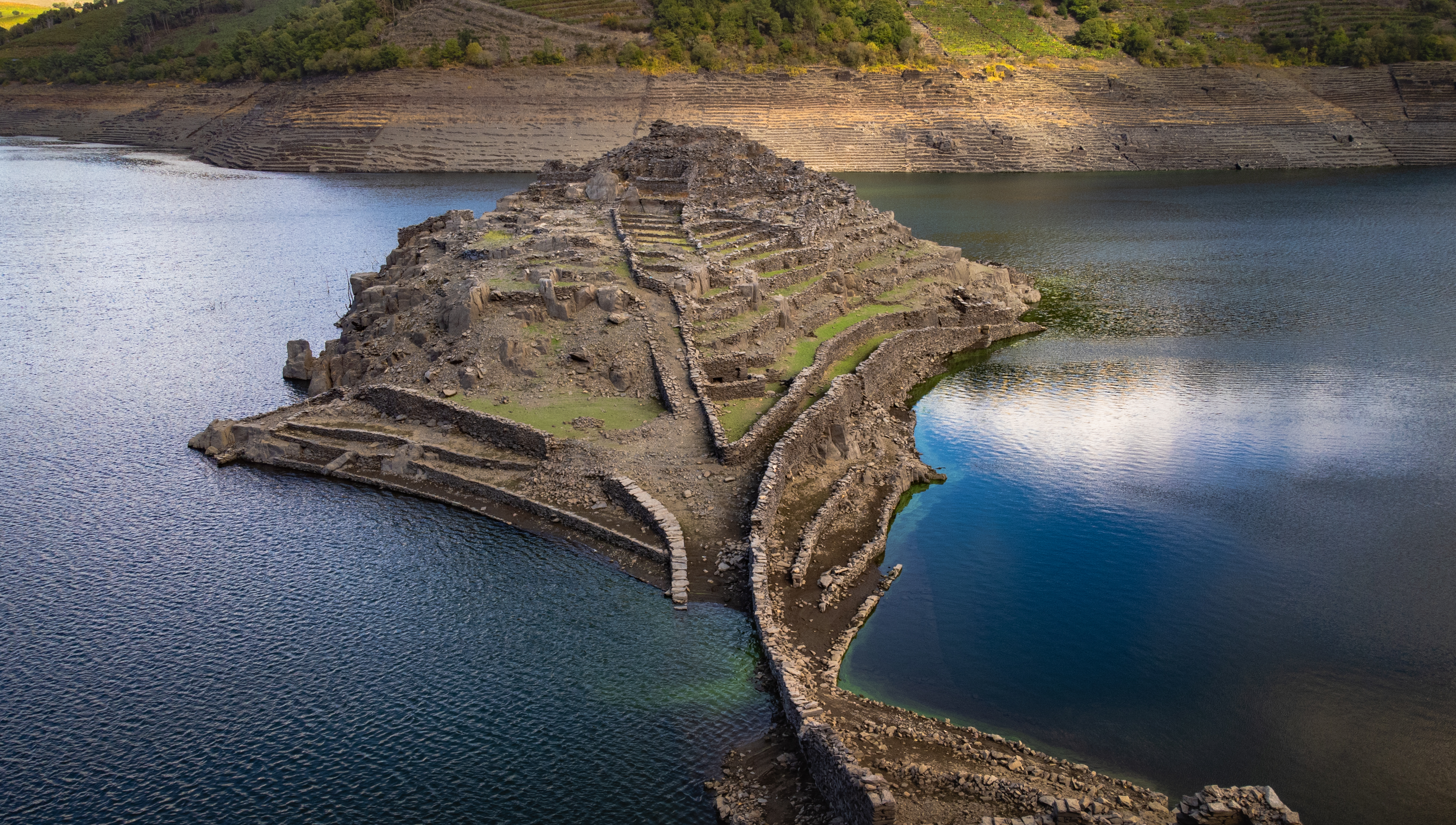
Castro Candaz en 2022
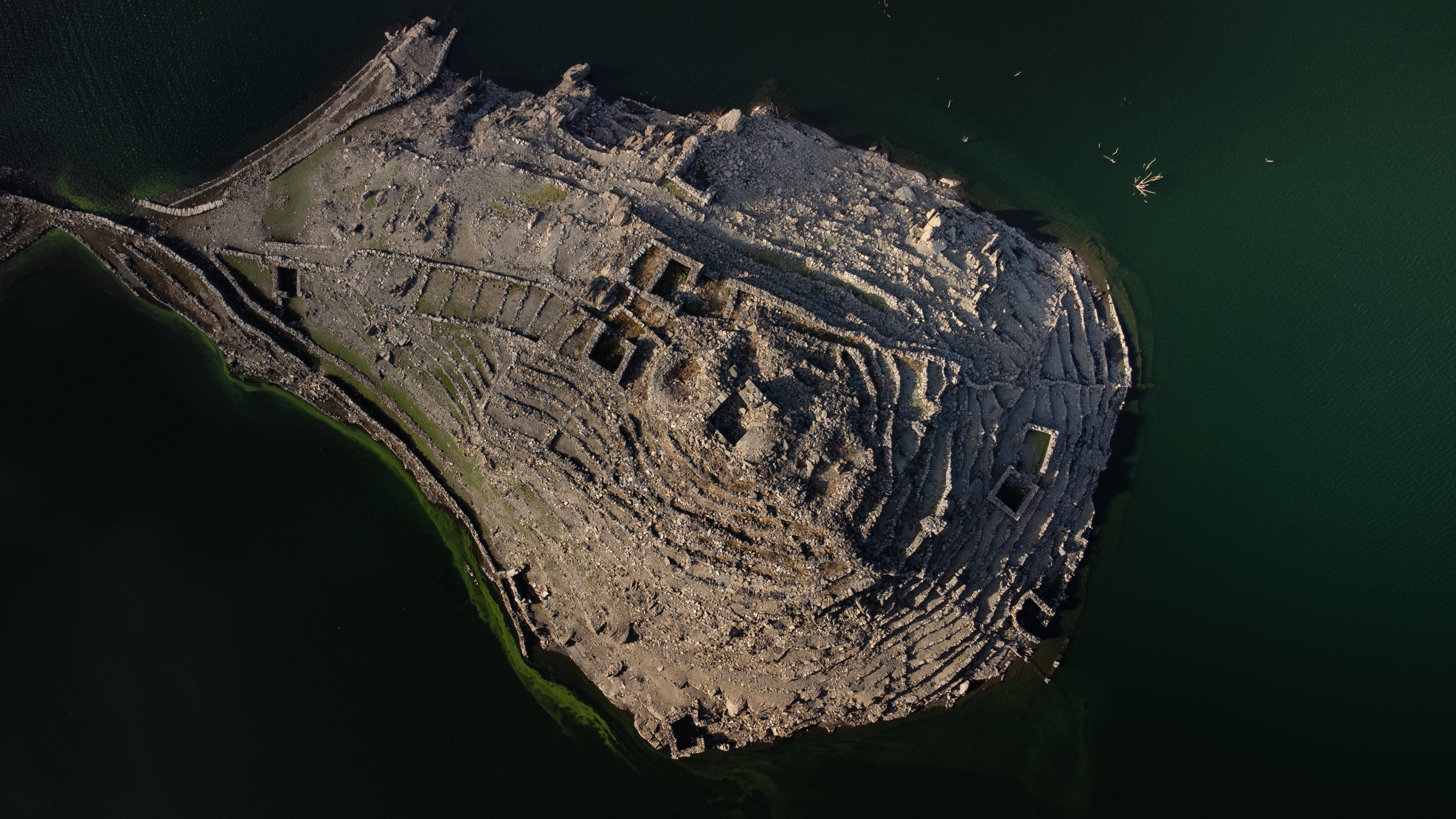
Vista aérea de 2022